# 島根県道33号浜田港線
島根県道33号浜田港線（しまねけんどう33ごう はまだこうせん）は、島根県浜田市を通る県道（主要地方道）である。

## 概要

### 路線データ
- 起点：島根県浜田市瀬戸ヶ島町（浜田港）
- 終点：島根県浜田市片庭町（合同庁舎前交差点、国道9号交点）

## 歴史
- 1993年（平成5年）5月11日 - 建設省から、県道浜田港線が浜田港線として主要地方道に指定される[1]。

## 地理

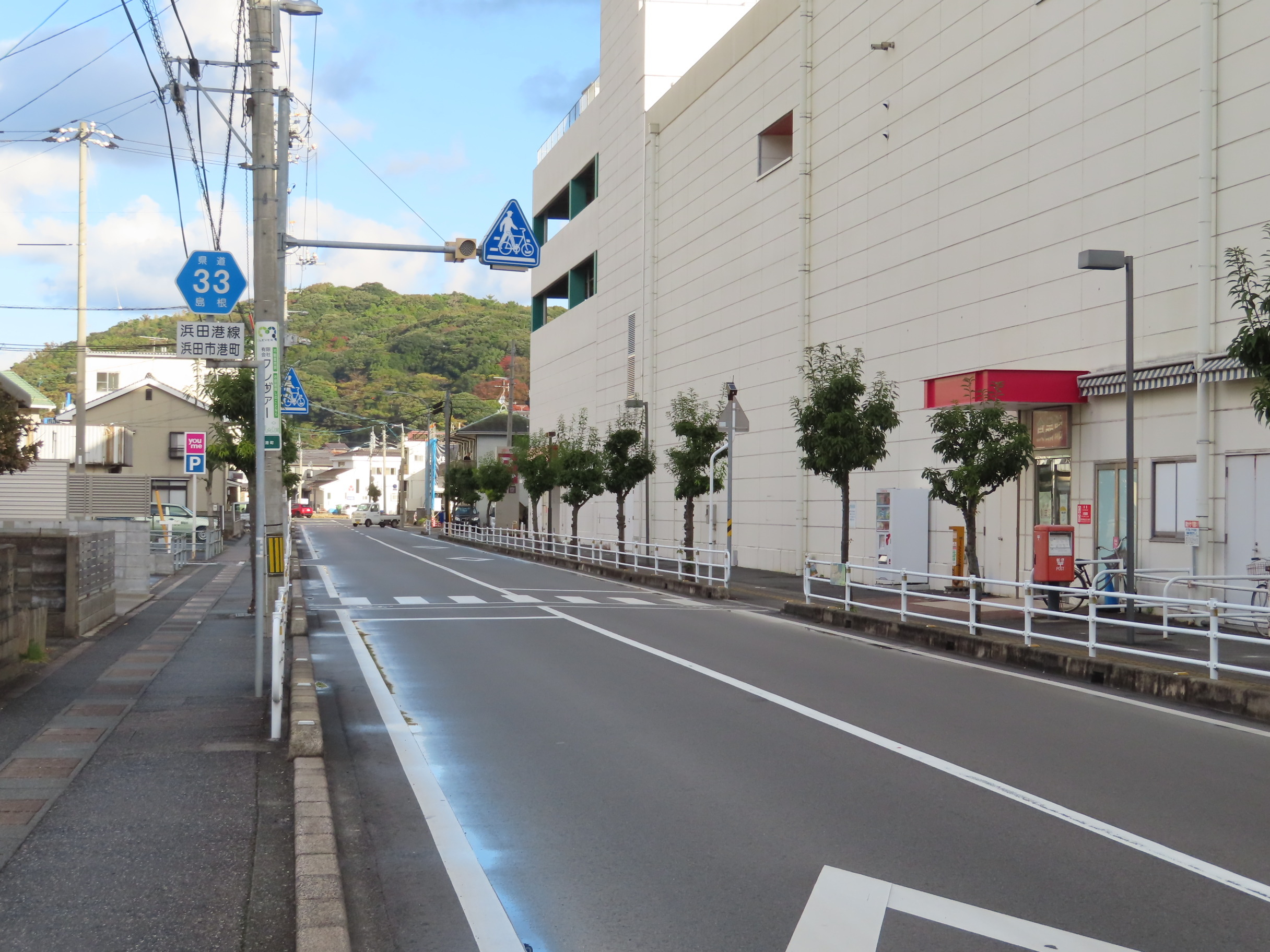
浜田市港町（2022年11月）

### 通過する自治体
- 浜田市

### 交差する道路
| 交差する道路 | 交差する場所 | 交差する場所            |
| ------------ | ------------ | ----------------------- |
| 国道9号      | 片庭町       | 合同庁舎前交差点 / 終点 |

### 沿線
- 浜田港
- 日本海